# Onderaardse klaver
Onderaardse klaver (Trifolium subterraneum) of ondergrondse klaver is een eenjarige plant die behoort tot de vlinderbloemenfamilie (Leguminosae). De soort staat op de  Nederlandse Rode lijst van planten als zeer zeldzaam en sterk in aantal afgenomen. De naam van de plant verwijst naar het feit dat de zaden zich in de grond ontwikkelen, in tegenstelling tot andere klaversoorten. De plant heeft 2n = 12 of 16 chromosomen. Onderaardse klaver komt van nature voor in het Middellandse Zeegebied en in West-Europa en heeft zich van daaruit verspreid naar Australië en Noord- en Zuid-Amerika.
De plant wordt 5-25 cm hoog. De zachtbehaarde stengel ligt of is opstijgend en kan 10-30 cm lang worden. De omgekeerd-hartvormige, 0,8-1,2 cm lange deelblaadjes zijn behaard. De steunblaadjes zijn eirond.
Onderaardse klaver bloeit van april tot in juni met roze gestreepte, witte, 2-3 cm grote bloemen. De kroonbladen vallen na de bloei af. De bloeiwijze bestaat uit twee tot zeven vruchtbare bloemen met daarbinnen onontwikkelde, onvruchtbare en kroonbladloze bloemen, die na de bloei groter worden en dan naar buiten krommen, waardoor de teruggekromde vruchtkelken bedekt worden. Na de bloei buigt de bloeisteel zich naar de grond en dringen de vruchten tot 1,5 cm in de grond. De tentakelvormige stekels van de teruggekromde vruchtkelken zorgen voor verankering, waarbij ze zich in de grond ook nog zij- en opwaarts krommen. De zaden rijpen in de grond.
De vrucht is korter dan de kelk en is een peul met één lensvormig, zwart, 2,5 mm groot zaad.
Onderaardse klaver komt voor op droge, matig voedselrijke, zandige grond op dijkhellingen en in grasland langs de kust.

## Plantengemeenschap
Ondergrondse klaver is een kensoort voor een subassociatie van de duin-struisgras-associatie (Festuco-Galietum veri trifolietosum).

## Toepassingen
Ondergrondse klaver wordt onder meer in Australië gebruikt als veevoer.